# Wisin & Yandel
Wisin & Yandel fue un dúo musical puertorriqueño que fue formado en 1998, conformado por Juan Luis Morera «Wisin» y Llandel Veguilla «Yandel». Considerados entre los intérpretes más importantes en la historia del reguetón, el dúo se formó en el municipio de Cayey en 1998 y tomó una pausa temporal en 2013, para en 2018 retomar su actividad. Sin embargo, el dúo volvió a separarse en 2023.
Durante su periodo de carrera conjunta, el dúo recibió numerosas certificaciones multiplatino en los Estados Unidos y Latinoamérica, así como también fue galardonado con un Premio Grammy, dos Premios Grammy Latinos, diez Premios Billboard Latinos, un MTV Video Music Award, doce Premios Juventud, dos MTV Latinoamérica, trece Premio Lo Nuestro, entre otros reconocimientos.
Poseen el récord por mayor números uno por un dúo o grupo en Latin Rhythm Airplay —lista de éxitos urbanos latinos por airplay en Estados Unidos proporcionada por Billboard— con veinte canciones, así como el récord por mayor números uno por un dúo o grupo en el listado Hot Latin Songs —de éxitos latinos en los Estados Unidos por airplay, streaming y ventas digitales—, con diez canciones.
Según Billboard, se han consolidado como el dúo con mayor ingresos de giras, logrando llenar los auditorios y estadios más importantes de cada ciudad en la que se presentaron, incluyendo el Staples Center de Los Ángeles, el American Airlines Arena de Miami y el Madison Square Garden de Nueva York. Además, el dúo es considerado entre los artistas latinos con mayores ventas discográficas, con más de 15 millones. Su patrimonio es de 40 millones de dólares. En 2020, el dúo recibió el máximo reconocimiento de BMI.

## Biografía

### Primer etapa

#### 1998-2004: Inicios
En 1998, Wisin & Yandel participaron en el álbum DJ Raymond 3, DJ Thilo y No Fear 3, este último producido por DJ Dicky con el que consiguieron llamar la atención dentro del género, al año siguiente, en 1999, participaron en el álbum recopilatorio La Misión Vol. 1, editado por el sello Fresh Productions. 
En 2000 lanzaron su primer álbum de estudio, llamado Los reyes del nuevo milenio, donde consiguieron grabar con Tempo y Baby Rasta & Gringo. Luego continuaron haciendo colaboraciones en álbumes de varios artistas, tales como «Las 9 Plagas», «Boricuas NY», boricuas NY 2, La Misión 2, 3, 4, entre otros. Luego grabaron tres nuevos álbumes: De nuevos a viejos (2001), De otra manera (2002) y Mi vida... my life (2003).
A pesar del éxito, se temió una separación del dúo en 2004, cuando aparecieron álbumes suyos por separado: Wisin lanzó El sobreviviente, mientras Yandel publicaba ¿Quién contra mí?. A pesar de su acogida, la posible separación de Wisin & Yandel no se concretó.

#### 2005-2008:Pa'l mundo, Los Vaqueros y Los Extraterrestres
El 8 de noviembre de 2005 el dúo presentó Pa'l mundo, con temas que se hicieron muy populares como «Rakata», «Llamé pa' verte» y «Noche de sexo» con Romeo Santos, álbum que les valió una nominación a los premios Billboard. Ese mismo año anunciaron la creación de su propio sello discográfico, WY Records, con el que publicaron una edición especial del disco anterior titulada Pa'l Mundo: Deluxe Edition que incluyó ocho temas adicionales, entre ellos «Burn It Up» con R.Kelly extraído de su álbum TP3: Reloaded y «Pam Pam». Asimismo, el 7 de noviembre de 2006 lanzaron Los Vaqueros, un álbum recopilatorio de reguetón; este disco presenta a varios artistas, como Héctor el Father, Tony Dize, Franco el Gorila, Gadiel y Yomille Omar «El Tío», la mayoría de los artistas, firmados por su nuevo sello discográfico.
En noviembre de 2007 publicaron Los extraterrestres, el cual recibió el Premio Grammy Latino al Mejor Álbum de Música Urbana. Destacó la canción «Sexy movimiento» la cual aparece en Grand Theft Auto IV. En los Premios Lo Nuestro de 2008, recibieron galardones. En 2008 publicaron una edición nueva del álbum titulada Los Extraterrestres: Otra Dimensión con cinco temas inéditos, entre ellos «Síguelo» y «Dime qué te pasó», y a fines de ese mismo año presentaron el disco Wisin y Yandel presentan: La Mente Maestra del productor Nesty, donde destacó el tema «Me estás tentando».

#### 2009-2012:La revolución, El regreso de Los VaquerosyLíderes
En mayo de 2009 lanzaron La revolución y a fines de ese año La Evolución que es una continuación del álbum, con cinco temas inéditos y repleto de remixes y nuevas producciones de las canciones de La Revolución. La Evolución contiene colaboraciones con los artistas 50 Cent, Enrique Iglesias, Akon, T-Pain, Aventura, Ivy Queen, Yaviah, Jowell y Randy, Ednita Nazario, Franco El Gorila, Gadiel y Yomo. Además, incluye un DVD exclusivo de Wisin & Yandel, tras bastidores durante su gira mundial, así como los vídeos musicales de los sencillos lanzados ese año, como «Gracias a ti», «Imagínate» con T-Pain y «Abusadora» (nominado para un MTV Video Music Awards 2009).
En los Premios MTV de 2009 recibieron los galardones Artista del Año y Vídeo del Año. Entre sus más famosos éxitos se encuentran: «Rakata», «Pam Pam», «Yo te quiero» y «Noche de sexo» con Romeo Santos. En 2009, tuvieron tres números uno en la radio latina estadounidense. En 2010 lanzaron La revolución: Live, un álbum en vivo del disco anterior que incluyó cinco temas inéditos, incluyendo el sencillo «Estoy enamorado». 
En enero de 2011 lanzaron Los Vaqueros 2: El Regreso, una secuela del álbum de 2006, contando con la participación de cantantes como Franco El Gorila, Tego Calderón, De La Ghetto, entre otros. Destacaron los temas  «Zun zun rompiendo caderas» y  «Tu olor». 
En julio de 2012 lanzaron Líderes, que incluyó colaboraciones de artistas internacionales como Jennifer Lopez, Chris Brown y T-Pain, destacando los sencillos dance-pop «Follow the leader» y «Algo me gusta de ti». 

#### 2013: Últimas presentaciones y separación del dúo
En marzo de 2013 publicaron un sencillo nuevo, titulado «Te deseo», junto a un vídeo musical dirigido por Carlos Pérez. Desde septiembre hasta diciembre del mismo año fueron coaches de la tercera temporada de La Voz México.
Los rumores de la separación del autoproclamado «Dúo de la Historia» fueron acrecentados durante una visita a México, por haber viajado cada uno en aviones por separado. Más adelante se aclaró este asunto y ambos negaron las supuestas diferencias; sólo se confirmó que Yandel iba a iniciar su carrera en solitario en donde lanzó su segundo álbum, titulado De líder a leyenda, y su primer sencillo titulado «Hablé de ti». Por su lado, también Wisin lanzó su segundo álbum en solitario, titulado El regreso del sobreviviente, con su primer sencillo, «Que viva la vida». En diciembre de 2013 se confirmó la separación: Yandel declaró que se debió principalmente a motivos de manejo del equipo. Estos planes coincidieron con el término de su contrato con Machete Music y UMLE, firmando con Sony Music Latin para el manejo de sus carreras como solistas. Se aclaró también que la separación no se produjo por desacuerdos o peleas entre el dúo. Durante el tiempo de separación, tanto Wisin como Yandel lanzaron tres álbumes cada uno.
Tiempo después en una interacción con sus seguidores a través de VEVO, Wisin confirmó que sacará su tercer álbum como solista y que se volverá a unir con Yandel en 2017 o en 2018. Wisin y Yandel dicen que están tomando un break musical como dúo y empiezan hacer lo que ellos desean con su música. El 4 de febrero de 2017 volvieron a presentarse juntos en el concierto de Zion & Lennox.

### Segunda etapa

#### 2017-2020:Los Campeones del Pueblo
Anunciaron oficialmente su regreso en 2018 para realizar una gira mundial y presentar varias producciones musicales. Su primer concierto se celebró el 31 de marzo de 2018 en el Anfiteatro Altos de Chavón, en República Dominicana. Desde 2017, algunos temas realizados por el dúo fueron lanzados en sus álbumes como solistas anticipando de su regreso. Los primeros temas publicados incluyen «Como antes», «Hacerte el amor» en colaboración con Nicky Jam, «Todo comienza en la disco», tema en el que también participó Daddy Yankee. También participaron juntos como colaboradores en otras canciones como en los remixes de «Bonita» de Jowell & Randy y J Balvin, «Única» de Ozuna, entre otras.
El 25 de octubre de 2018, publicaron por primera vez en cinco años, un nuevo sencillo como dúo oficial: «Reggaetón en lo oscuro». Esta es la primera canción de un nuevo álbum que fue lanzado el 14 de diciembre de 2018 titulado Los Campeones del Pueblo, además de su tour Como Antes Tour.
En 2020, anunciaron que su álbum La gerencia sería lanzado en 2021, pero este terminó postergándose durante bastante tiempo y finalmente suspendiéndose, mientras se lanzaron algunas colaboraciones con otros artistas. fueron top 21 en Los mejores artistas latinos de todos los tiempos en Billboard.

#### 2021-2023:La Última Misión
En septiembre de 2021, anunciaron una gira de despedida llamada La Última Misión, dos meses después se anunció el lanzamiento de un álbum que llevará el mismo nombre y será lanzado en 2022, a lo que le seguirá el tour y finalmente la separación del dúo. Ambos comentaron que el proyecto se llevará a cabo para cerrar su historia «a lo grande» y que contará con la participación de varios artistas importantes del género, a la vez manifestaron que la separación se debe a motivos personales, pero que continuarán con su carrera como solistas. El primer sencillo del álbum, titulado «Recordar», fue lanzado en diciembre de 2021. El 29 de septiembre de 2022 lanzaron un nuevo sencillo, «Besos Moja2», en colaboración con Rosalía, y al día siguiente se publicó el álbum, el cual también incluyó sencillos lanzados en años anteriores.
Tras la gira La Última Misión, el dúo continuó con sus lanzamientos individuales, empezando con Yandel y la publicación de su álbum Resistencia en enero de 2023, en el cual interpretó con Wisin el tema "Te Gusta". Sin embargo, todavía continúan en actividad para conciertos,  y colaboraciones con otros artistas; por ejemplo, la canción "Todavía" incluida en el álbum Data del productor Tainy.
Por otra parte no se descarta la posibilidad de volverlos a ver trabajando juntos para un tema, colaboración o un disco. En noviembre de 2023 dieron despedida sus fanáticos en el Coca-Cola Flow Fets y el 30 de noviembre de 2023 anunciaron su separación definitiva del Dúo tras más de 20 años en la música urbana, nunca hicieron un comunicado sobre la separación simplemente dejaron de mostrarse como un Dúo. Sin embargo el verlos nuevamente trabajando como dúo en algún momento es algo posible pero no se ha confirmado nada por el momento cada uno sigue con sus proyectos en solitario.

## Giras
- Pal Mundo World Tour (2006-2007)[57]
- Los Vaqueros Tour (2007)[58][59]
- Bling Blineo (2007)[60]
- Los Extraterrestres, Otra Dimension World Tour (2008-2009)[61]
- La Revolucion World Tour (2009-2010)[62]
- Los Vaqueros, el Regreso Tour (2011-2012)[63]
- Los Líderes World Tour (2012-2013)[64]
- Como Antes Tour (2018-2019)[65]
- La Última Misión World Tour (2022)[66]

## Discografía
Álbumes de estudio
- 2000: Los Reyes del Nuevo Milenio
- 2001: De nuevos a viejos
- 2002: De otra manera
- 2005: Pa'l mundo
- 2007: Los Extraterrestres
- 2009: La revolución
- 2011: Los Vaqueros: el regreso
- 2012: Líderes
- 2018: Los Campeones del Pueblo "The Big Leagues"
- 2022: La última misión

Álbumes colaborativos
- 2006: Los Vaqueros (WY Records)
- 2008: La Mente Maestra (con Nesty la Mente Maestra)

Álbumes en vivo
- 2007: Tomando control: Live
- 2010: La revolución, vol. 1 (live)
- 2010: La revolución, vol. 2 (live)
- 2014: Wisin & Yandel en vivo

Álbumes recopilatorios
- 2003: Mi vida... My Life
- 2009: El dúo de la historia - Volume I
- 2010: WY Records: lo mejor de la compañía
- 2013: La historia de el dúo
- 2018: Como en los tiempos de antes
- 2018: Wisin & Yandel y amigos

Bandas sonoras
- 2005: Mi vida: la película

Álbumes de remezclas
- 2007: Los Vaqueros: Wild Wild Mixes